# Arzamàs
Arzamàs (rus: Арзама́с) és una ciutat de l'óblast de Nijni Nóvgorod, a Rússia. Està situada a la riba del Tioixa (un afluent de l'Okà), 410 quilòmetres a l'est de Moscou. Població: 106.362 (cens de 2010), 109.432 (cens de 2002), 108.951 (cens de 1989).

## Història

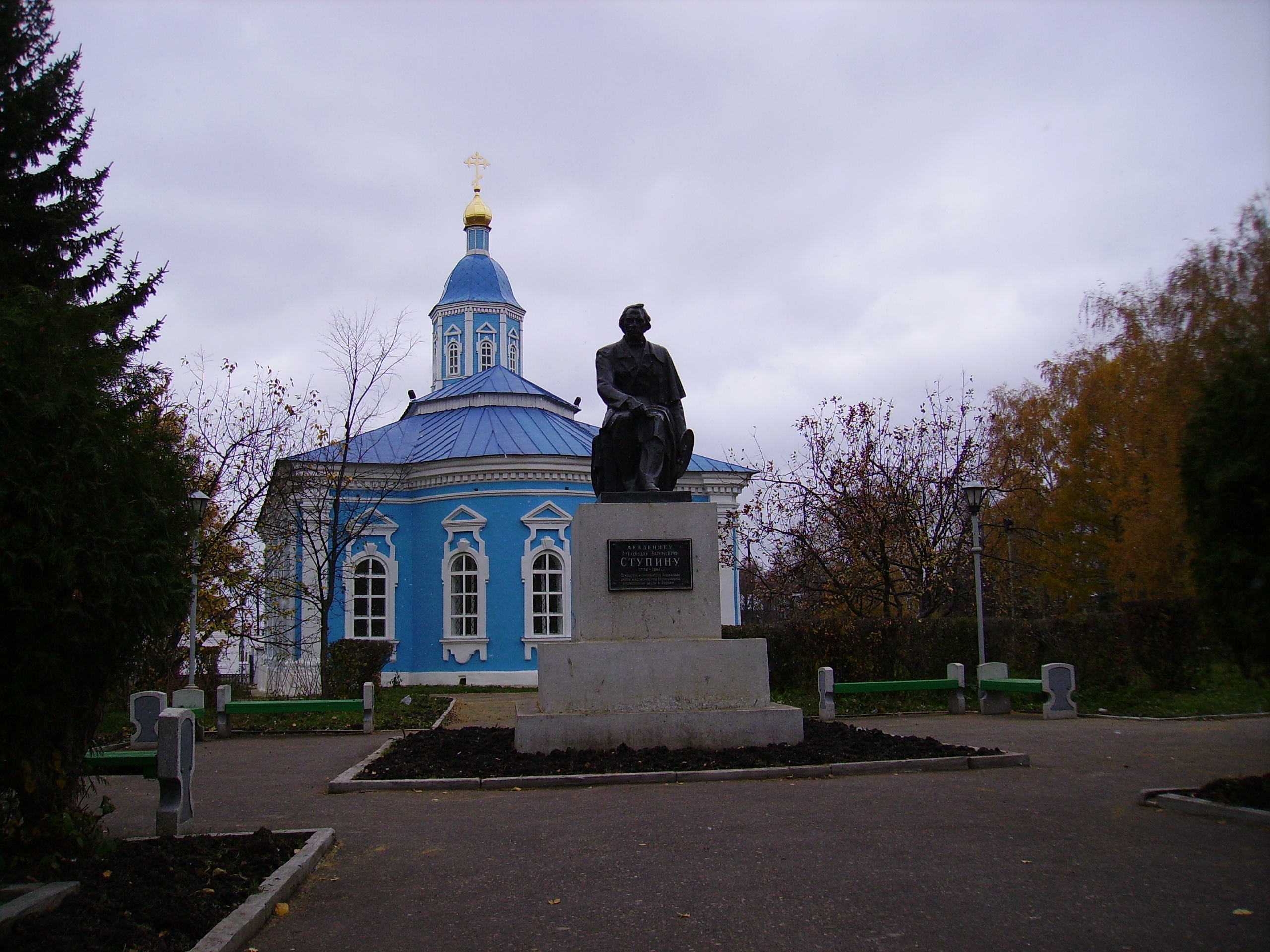
Monument a Alexander Stupin

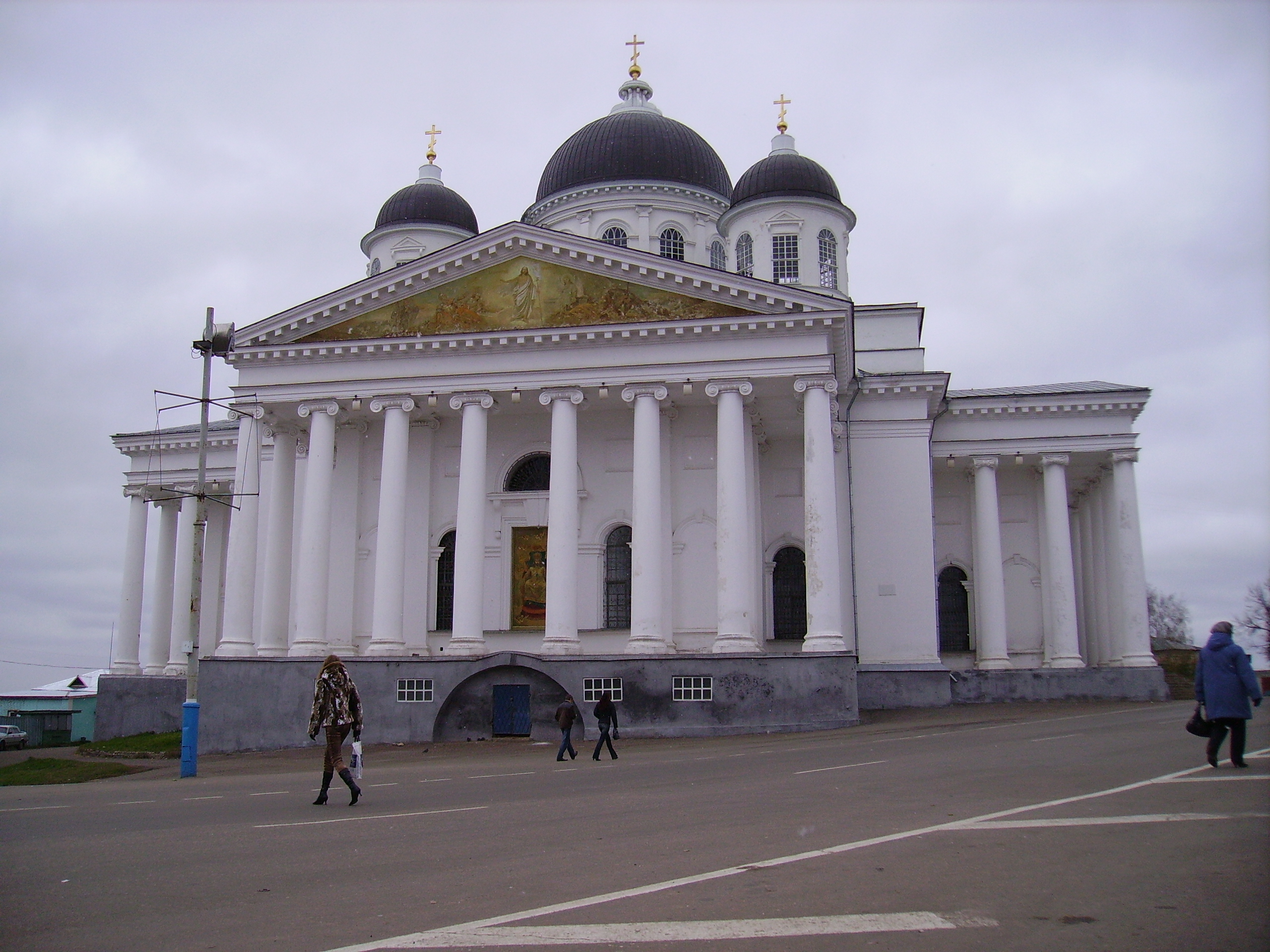
Catedral de la Resurrecció

L'any 1578 Ivan el Terrible va fundar Arzamàs en terres poblades llavors per mordovians. El 1737, ja més de 7000 persones hi vivien, i la ciutat esdevenia un important centre de trànsit en la ruta des de Moscou a les parts més orientals de Rússia. Es va fer conegut per les seves oques i les cebes així com per l'artesania de la pell.
El 1781, Caterina la Gran va concedir l'estatus de poble a Arzamàs i un escut basat en els colors regiment local. A principis del segle xix, a Arzamàs hi havia més de vint esglésies, la més important de les quals era la Catedral de la Resurrecció. Aquesta va ser construïda en un estil imperial en commemoració de la victòria russa davant Napoleó l'any 1812.
A Arzamàs s'hi va establir l'escola d'art d'Aleksandr Stupin entre 1802 i 1862. Molts artistes russos famosos van estudiar-hi, com ara Vassili Perov.
A principis del segle xx, encara era un important centre de comerç, amb adoberies i fàbricació d'oli, farina, sèu, tint, sabó i metal·lúrgia. També hi havia una indústria tèxtil domèstica. El 1897 la població era de 10.591 habitants.
L'any 1988, va tenir-hi lloc l'accident ferroviari d'Arzamàs, on van morir noranta-una persones.

## Economia
A la indústria local hi destaca la Fàbrica d'Enginyeria d'Arzamàs, especialitzada en vehicles d'ús civil i militar com ara el BTR-80 i el GAZ Tigr. Forma part de l'empresa GAZ.